# Leopold Friedrich Karl August von Riedel
Leopold Friedrich Karl August von Riedel (* 25. November 1799 in Neumarkt in Schlesien; † 17. März 1867 in Rehme) war ein preußischer Generalleutnant und der erste Artillerist, der mit einem Kommando über eine Kavalleriebrigade betraut wurde.

## Leben

### Herkunft
Seine Eltern waren Johann Franz Michael von Riedel (1765–1809) und dessen Ehefrau Johanna Eleonore Auguste, geborene von Jochens. Sein Vater war Kapitän im Füsilier-Bataillon „von Erichsen“, Ritter des Ordens Pour le Mérite und starb in Metz in französischer Kriegsgefangenschaft.

### Militärkarriere
Riedel besuchte während der Befreiungskriege das Berliner Kadettenhaus und wurde am 19. April 1817 als Portepeefähnrich der 7. Artillerie-Brigade der Preußischen Armee überwiesen. Während seiner Kommandierung 1817/18 an die Vereinigte Artillerie- und Ingenieurschule avancierte er Mitte Oktober 1817 zum Sekondeleutnant. Am 26. Juni 1829 erfolgte seine Beförderung zum Premierleutnant und 1830/31 wurde er zur Lehr-Eskadron kommandiert. 1832/33 war Riedel dann Kommandeur des Munitionskolonnen der 7. Artillerie-Brigade und danach 1833/34 Führer der Reitenden Batterie Nr. 21. Am 26. April 1837 wurde er zum Hauptmann befördert und in die Reitende Batterie Nr. 19 versetzt. Daran schloss sich am 8. April 1841 eine Verwendung in der Garde-Artillerie-Brigade an. Er wurde am 29. Juni 1842 mit dem Dienstkreuz ausgezeichnet und war von 1842 bis 1843 Lehrer der Prinzen Waldemar von Preußen. Am 8. Mai 1844 wurde er in die Adjutantur versetzt und als Adjutant der 2. Artillerie-Inspektion kommandiert. Riedel stieg am 22. März 1845 zum Major auf und kam am 13. Februar 1847 als Abteilungskommandeur zur 1. Artillerie-Brigade.
Am 25. Januar 1850 wurde er als Zweiter Kommandant in die Festung Posen versetzt und am 9. Februar 1850 der 1. Artillerie-Brigade aggregiert. Aber bereits am 16. Juli 1850 wurde er als Zweiter Kommandant in die Festung Koblenz und Ehrenbreitstein versetzt. Er wurde am 23. August 1851 mit der Hohenzollern Medaille ausgezeichnet und am 23. März 1852 zum Oberstleutnant befördert. Am 17. Juli 1852 wurde Riedel zum Kommandeur des 3. Artillerie-Regiments ernannt und am 22. März 1853 zum Oberst befördert. Am 25. Juli 1857 kam er als Kommandeur in die 1. Kavallerie-Brigade, Mitte September 1857 à la suite seines bisherigen Regiments gestellt sowie am 29. Oktober 1857 mit Patent vom 15. Oktober 1857 zum Generalmajor befördert. Am 21. April 1859 erhielt er den Roten Adlerorden II. Klasse mit Eichenlaub. Für die Dauer der Mobilmachung anlässlich des Sardinischen Krieges war Riedel 1849 Kommandeur der 1. Kavallerie-Division. Anschließend trat er von seinem Posten als Brigadekommandeur zurück, bevor er am 19. November 1859 zu den Offizieren der Armee versetzt wurde. Er nahm daraufhin seinen Wohnsitz in Königsberg. Von dort wurde er krankheitsbedingt am 14. Mai 1860 mit dem Charakter als Generalleutnant und der gesetzlichen Pension zur Disposition gestellt. Er starb am 17. März 1867 in Rehme.

### Familie
Riedel heiratete am 25. Januar 1838 in Münster Ottilie Johanne Albertine Dorothee Ulrike Wittich (1820–1911). Das Paar hatte mehrere Kinder:
- Ulrike (* 1840), Hofdame der Königin von Württemberg
- Albert (1843–1930), Generalleutnant ⚭ Agnes Voigt (1848–1921)
- Franz Louis Alexander August Hans (* 1845), Major a. D.
- Hertha (* 1847), Hofdame der Fürstin Adolf von Schwarzburg-Rudolstadt
- Hedwig (* 1853)